# Ralf Dringenberg
Ralf Dringenberg (* 1960) ist ein deutscher Designer und Hochschullehrer. Er war von 2015 bis 2022 Rektor der Hochschule für Gestaltung Schwäbisch Gmünd.

## Leben
Dringenberg studierte von 1984 bis 1988 an der Hochschule für Gestaltung Schwäbisch Gmünd, nachdem er bereits eine Lehre zum Schauwerbegestalter absolviert und auf dem zweiten Bildungsweg die Fachhochschulreife erworben hatte. Er arbeitete zunächst als selbstständiger Designer, 1998 kam es dann zur Gründung der stream design GmbH. Dort war er bis 2001 an der Entwicklung interaktiver Kommunikationssysteme auf Basis von Internet-Technologien tätig. Seit 2001 betreibt Dringenberg gemeinsam mit Andreas Ingerl eigene Forschung und Entwicklung im Bereich der dynamischen Echtzeitvisualisierung von Audioevents, die mitunter zu mehreren Patentanmeldungen führte.
Dringenberg war von 1998 bis 2003 Lehrbeauftragter im Bereich Internetgestaltung an der Hochschule für Gestaltung Schwäbisch Gmünd und von 2002 bis 2003 zudem an der Akademie für Kommunikation Stuttgart. 2003 erhielt er eine Professur für Gestalterische Grundlagen im Medien-Design an der Hochschule Mainz. 2007 folgte er einem Ruf an die HfG Schwäbisch Gmünd, an der er als Professor für Grundlagen der zweidimensionalen Gestaltung lehrt. Ab 2008 war er dort außerdem Leiter des Studiengangs Kommunikationsgestaltung. Seit September 2015 ist er Rektor der Hochschule. Seine Amtszeit sollte im September 2021 enden. Aufgrund der kurzfristigen Absage von Detlef Rahe trat Dringenberg jedoch nicht in den Ruhestand, sondern wurde für ein weiteres Jahr zum Rektor der Hochschule bestellt. Im Dezember 2022 wurde er an der HfG Schwäbisch Gmünd verabschiedet und trat in den Ruhestand.

## Publikationen
- (Hrsg.): Moving types – Lettern in Bewegung: eine Retrospektive von den Anfängen des Films bis heute, Gutenberg-Museum, Mainz, 2. Auflage 2013, ISBN 978-3-936483-03-1.